# Arthur Irving
Pour les articles homonymes, voir Irving.
Arthur Irving, né le 14 juillet 1930 à Saint-Jean au Nouveau-Brunswick et mort le 13 mai 2024 à Boston (Massachusetts), est un homme d'affaires et un philanthrope canadien.

## Biographie
Né le 14 juillet 1930 à Saint-Jean au Nouveau-Brunswick, Arthur Irving est le fils de Kenneth Colin Irving, fondateur du groupe Irving, et le frère de James et John Irving. Après la mort de son père, survenue en 1992, il dirige Irving Oil. Il s'implique aussi dans la protection de l'environnement et fait don à l'Université Acadia des jardins botaniques Harriet Irving consacrés à l'étude du réchauffement planétaire et du K.C. Irving Environmental Science Centre. Il est aussi un bénévole dans les domaines des arts et du patrimoine,,. Il est fait officier de l'Ordre du Canada en 2002.
Irving était auparavant marié à Joan Carlisle Irving, avec qui il a eu quatre enfants jusqu'à leur divorce en 1980. Son second mariage était avec Sandra Ring, avec qui il a eu Sarah Irving. Irving vivait à Saint John tout en possédant également une résidence à Boston, Massachusetts.
Le 13 mai 2024, Arthur Irving meurt d'un cancer à l'âge de 93 ans,, au Massachusetts General Hospital de Boston. Au moment de sa mort, Forbes estime sa valeur nette à US$6,4 billion, tandis que Bloomberg estimait sa valeur nette à US$9,8 billion. Ses funérailles ont eu lieu à Saint John.

## Prix
En 2002, Irving est nommé officier de l'Ordre du Canada, et en 2012, il est nommé membre de l'Ordre du Nouveau-Brunswick. En novembre 2007, Irving est intronisé au Canadian Business Hall of Fame aux côtés de ses deux frères. L'année suivante, Irving et sa femme reçoivent tous les deux des doctorats honorifiques en lettres de l'Université du Nouveau-Brunswick. En 2013, Irving reçoit le prix humanitaire de la Croix-Rouge canadienne du Nouveau-Brunswick. En 2019, Irving est honoré de la bourse Paul Harris offert par le Rotary International!Rotary Club de Saint-Jean.